# Pamięć dwuportowa
Pamięci dwu portowe - to specjalne pamięci RAM, które umożliwiają dwóm niezależnym procesom (kontrolerom pamięci) dostęp do wspólnych danych. Pamięć ta ma dwa oddzielne zestawy linii adresowych, danych i sterujących. Jeżeli jeden port zapisuje do danej komórki pamięci to drugi nie może adresować tej samej komórki (zarówno w celach zapisu jak i odczytu).